# Egbert B. Gebstadter
Egbert B. Gebstadter è un autore immaginario, alter ego del famoso studioso di scienze cognitive Douglas Hofstadter.
Le prime tre lettere del cognome (Geb) e del nome (Egb) fanno riferimento al libro di Hofstadter Gödel, Escher, Bach: un'eterna ghirlanda brillante, così come le iniziali (EBG).
Nel dialogo 'Variazioni Goldbach' la tartaruga ed Achille tentano di ricordare il nome del matematico dilettante che nel 1742 inviò una lettera ad Eulero proponendogli una congettura senza dimostrazione: ogni numero pari è somma di due numeri primi. 
"Non si chiamava Ramegödel? Potrebbe essere Argentescher?" domanda Achille.
"No, qualcosa che ricorda l'oro. Goldbach !" risponde la tartaruga.
Poco più avanti i due parlano di un libro di un loro amico intitolato: "Rame, Argento, Oro: un'Indistruttibile Lega Metallica" in cui è evidente l'isomorfismo con "Gödel, Escher, Bach".
L'autore di tale libro è appunto Egbert B. Gebstadter che si interessa di 'metal-logica' in riferimento agli interessi metalogici e metamatematici di Hofstadter.
Naturalmente come "Gödel, Escher, Bach: un'Eterna Ghirlanda Brillante" (edizione Adelphi) è la traduzione italiana di "Gödel, Escher, Bach: an Eternal Golden Braid" della "Basic Books", così "Rame, Argento, Oro: un'Indistruttibile Lega Metallica" (edizioni Ihpleda) è la traduzione di "Copper, Silver, Gold: an Indestructible Metallic Alloy" della casa editrice immaginaria "Acidic Books".
Per ogni opera di Hofstadter c'è una corrispondente opera di Gebstadter citata nella bibliografia.
In "Gödel, Escher, Bach" leggiamo che la relativa opera di Gebstadter è un impressionante guazzabuglio enfatico e confuso che contiene un riferimento nella sua bibliografia ragionata ad un libro isomorfo ma immaginario.
Si tratta naturalmente di un originale esempio di autoreferenza indiretta.
Il libro "Ambigrammi: un microcosmo ideale per lo studio della creatività" della Hopefulmonster è costruito come un dialogo fra Hofstadter e Gebstadter. Anche qui non manca un accenno bibliografico a Gebstadter, autore di: “Ambifoni: un minimondo ottimo per lo studio della scopertività.”.
Non possiamo tralasciare il quinto libro di Gebstadter “The Graced Tone of Clément: A la louange de la mélodie des mots.”  riferito a  “Le Ton beau de Marot: In Praise of the Music of Language.” di Hofstadter. Si noti nei titoli il modo in cui si alternano le lingue (inglese e francese).
L'ultimo libro di Gebstadter “U Are an Odd Ball” (corrispettivo di “I Am A Strange Loop” di Hofstadter) è stato tradotto in italiano per i tipi di Mondodargento col titolo "Cicloidi nel voi".